# Falak al-Din
Falak al-Din fou atabeg ahmadílida de Maragha (1173-1189).